# وست پرین (فلوریدا)
وست پرین (به انگلیسی: West Perrine) یک منطقهٔ مسکونی در ایالات متحده آمریکا است که در شهرستان میامی-دید، فلوریدا واقع شده‌است. وست پرین ۴٫۵ کیلومتر مربع مساحت و ۸٬۶۰۰ نفر جمعیت دارد و ۳ متر بالاتر از سطح دریا قرار دارد.